# 城巴797線
城巴797線是一條香港新界巴士路線，循環來往日出康城及新蒲崗，途經清水灣半島、將軍澳隧道、觀塘商貿區、九龍灣商貿區、啟德及新蒲崗，乃為配合將軍澳隧道巴士轉乘站啟用而開辦的巴士路線。乘客可於將軍澳隧道巴士轉乘站，轉乘其他路線前往目的地。

## 歷史
- 2020年10月2日：797線投入服務。[2][3]
- 2021年5月1日：往九龍方向加停將軍澳隧道巴士轉乘站，並增設八達通轉乘優惠。[4]
- 2021年12月19日：延伸服務範圍至彩虹邨、鑽石山及新蒲崗：[5]
  - 駛至宏照道北行後，改經啟祥道、偉業街、觀塘道、龍翔道、蒲崗村道、彩虹道、大有街、爵祿街、景福街、景泰街、太子道東、觀塘道、偉業街、啟祥道、宏照道南行返回常悅道及原有路線往將軍澳；
  - 新增宏照道北行「常悅道」、「臨華街」、龍翔道「彩虹邨紅萼樓」、「鑽石山站」、彩虹道「啟鑽苑啟湖閣」、「新蒲崗」、大有街「大有街」、爵祿街「爵祿街」[6]、太子道東「景泰街」、「彩虹邨」、「坪石邨」及宏照道南行「臨華街」站，當中「新蒲崗」為延長走線後的循環點；
  - 增設特別班次，於星期一至五07:30由將軍澳站開單向往新蒲崗，以爵祿街為終點站；
- 2023年7月1日：因應新巴城巴合併，本線改由城巴經營。
- 2024年1月6日：不再繞經新蒲崗公共交通總站，改經位於鑽石山（彩虹道）公共運輸交匯處之「啟翔苑」巴士站及彩虹道「四美街」巴士站；所有往將軍澳方向之班次增停環保大道「MEGA Plus數據中心」巴士站。[7]
- 2024年9月29日：星期一至五上午特別班次延長至日出康城開出，開出時間提早至07:20；全日班次改經太子道東及啟德往新蒲崗，增設「麗晶花園」、「采頤花園」、「天璽．天」、「工業貿易大樓」四站，不經龍翔道，取消「彩虹邨紅萼樓」、「鑽石山站」、「啟鑽苑啟湖閣」三站。[8]

## 服務時間及班次
常規班次
| 日出康城開           | 日出康城開          | 日出康城開          |
| 日期                 | 服務時間            | 班次（分鐘）        |
| -------------------- | ------------------- | ------------------- |
| 星期一至五           | 06:00、06:15、06:30 | 06:00、06:15、06:30 |
| 星期一至五           | 07:00-07:30         | 30                  |
| 星期一至五           | 07:50、08:05        |                     |
| 星期一至五           | 08:30-16:30         | 30                  |
| 星期一至五           | 16:30-18:30         | 20                  |
| 星期一至五           | 18:30-00:00         | 30                  |
| 星期六、日及公眾假期 | 06:00-00:00         | 30                  |

- 綠字班次以將軍澳工業邨為終點站。

特別班次
- 日出康城→新蒲崗（爵祿街）
  - 星期一至五：07:20

特別班次星期六、日及公眾假期不設服務

## 收費
全程：$10.3
- 將軍澳隧道轉車站往日出康城：$8.5

| - 本線設有12歲以下小童及65歲或以上長者半價優惠。 - 65歲或以上香港居民使用「樂悠咭」，以及12歲以下合資格殘疾兒童使用「殘疾人士身份」個人八達通繳付車資，均可享有每程$2.0或半價（以較低者為準）的票價優惠；12至64歲合資格殘疾人士使用「殘疾人士身份」個人八達通（包括「樂悠咭」），以及60至64歲香港居民使用「樂悠咭」繳付車資，均可享有每程$2.0或全費（以較低者為準）的票價優惠。 - 65歲或以上長者如使用長者或一般個人八達通繳付車資，則只可享有半價優惠；12至64歲合資格殘疾人士如不使用「殘疾人士身份」個人八達通，以及60至64歲人士如不使用「樂悠咭」繳付車資，必須繳付全費。 - 乘客可以現金或八達通於上車時付款，不設找續。 - 每位成人乘客可免費攜帶最多兩名4歲以下而不佔座位的兒童乘客乘車，超額之4歲以下小童必須繳付小童車費乘車。 - 九龍巴士、城巴及龍運巴士全職員工及家屬（不包括外判職員）可免費乘搭本路線，惟必須拍職員或職員家屬八達通。 - 乘客亦可使用AlipayHK「易乘碼」、支付寶、 WeChatHK／微信支付「搭車碼」、銀聯雲閃付「乘車碼」及BOC Pay「乘車碼」、具有感應式支付功能的VISA、Mastercard及銀聯卡，以及Apple Pay、Google Pay及Samsung Pay流動支付平台繳付車資。使用此支付方式的乘客可享有中途下車之分段收費，以及與其他城巴獨營路線或聯營線城巴班次之轉乘優惠，惟不適用於與非城巴路線之轉乘優惠。使用此支付方式的乘客亦不能享有「公共交通費用補貼計劃」及「長者及合資格殘疾人士公共交通票價優惠計劃」。 |

## 行車路線
常規班次
- 經：康城路、環保大道（南行）、駿日街（北行）、駿昇街（東行）、掉頭處、駿昇街（西行）、駿日街（南行）、環保大道（北行）、蓬萊徑、蓬萊路、環保大道、將軍澳隧道公路、將軍澳隧道、將軍澳道、觀塘繞道、偉發道、偉業街、觀塘碼頭通道、觀塘碼頭巴士總站、偉業街、勵業街、海濱道、宏照道、啟祥道、偉業街、觀塘道、太子道東、協調道、迴旋處、協調道、啟新道、七寶街、六合街、四美街、彩虹道、鑽石山（彩虹道）公共運輸交匯處、彩虹道、大有街、爵祿街、景福街、景泰街、太子道東、觀塘道、偉業街、啟祥道、宏照道、常悅道、常怡道、宏照道、海濱道、順業街、偉業街、偉發道、觀塘繞道、將軍澳道、將軍澳隧道、將軍澳隧道公路、環保大道（南行）、駿日街（北行）、駿昇街（東行）、掉頭處、駿昇街（西行）、駿日街（南行）、環保大道（北行）及康城路。

以將軍澳工業邨為終點的班次不停有斜體字之路段。
特別班次
- 經：康城路、環保大道（南行）、駿日街（北行）、駿昇街（東行）、掉頭處、駿昇街（西行）、駿日街（南行）、環保大道（北行）、蓬萊徑、蓬萊路、環保大道、寶邑路、迴旋處、至善街、唐賢街、景嶺路、調景嶺站公共運輸交匯處、景嶺路、迴旋處、寶順路、將軍澳隧道公路、將軍澳隧道、將軍澳道、觀塘繞道、偉發道、偉業街、觀塘碼頭通道、觀塘碼頭巴士總站、偉業街、勵業街、海濱道、宏照道、啟祥道、偉業街、觀塘道、太子道東、協調道、迴旋處、協調道、啟新道、七寶街、六合街、四美街、彩虹道、鑽石山（彩虹道）公共運輸交匯處、彩虹道、大有街及爵祿街。

### 沿線車站
常規班次
| 1                          | 日出康城             | 康城站公共運輸交匯處           |
| 2                          | 峻瀅                 | 環保大道                       |
| 3                          | 日出康城領都         | 環保大道                       |
| 4                          | 日出康城首都         | 環保大道                       |
| 5                          | 邵氏影城             | 環保大道                       |
| 6                          | 清水灣半島           | 蓬萊路                         |
| 將軍澳隧道公路、將軍澳隧道 |                      |                                |
| 7                          | 將軍澳隧道巴士轉乘站 | 將軍澳隧道                     |
| 將軍澳道；觀塘繞道         |                      |                                |
| 8                          | 觀塘碼頭             | 觀塘碼頭巴士總站               |
| 9                          | 巧明街               | 偉業街                         |
| 10                         | 勵業街               | 海濱道                         |
| 11                         | 觀塘海濱花園         | 海濱道                         |
| 12                         | MegaBox              | 宏照道                         |
| 13                         | 臨華街               | 宏照道                         |
| 14                         | 麗晶花園             | 觀塘道                         |
| 15                         | 采頤花園             | 太子道東                       |
| 16                         | 天璽．天             | 協調道                         |
| 17                         | 工業貿易大樓         | 協調道                         |
| 18                         | 啟翔苑               | 鑽石山（彩虹道）公共運輸交匯處 |
| 19                         | 四美街               | 彩虹道                         |
| 20                         | 大有街               | 大有街                         |
| 21                         | 爵祿街               | 爵祿街                         |
| 22                         | 景泰街               | 太子道東                       |
| 23                         | 彩虹邨               | 太子道東                       |
| 24                         | 坪石邨               | 太子道東                       |
| 25                         | 臨華街               | 宏照道                         |
| 26                         | 企業廣場             | 常悅道                         |
| 27                         | 順業街               | 偉業街                         |
| 28                         | 勵業街               | 偉業街                         |
| 29                         | 巧明街               | 偉業街                         |
| 觀塘繞道；將軍澳道         |                      |                                |
| 30                         | 將軍澳隧道巴士轉乘站 | 將軍澳隧道                     |
| 將軍澳隧道、將軍澳隧道公路 |                      |                                |
| 31                         | 蓬萊路               | 環保大道                       |
| 32                         | 邵氏影城             | 環保大道                       |
| 33                         | 峻瀅                 | 環保大道                       |
| 34                         | MEGA Plus 數據中心   | 環保大道                       |
| 35*                        | 日出康城領都         | 環保大道                       |
| 36*                        | 日出康城首都         | 環保大道                       |
| 37*                        | 日出康城             | 康城站公共運輸交匯處           |
| #                          | 數據技術中心         | 駿日街                         |
| #                          | 先進製造業中心       | 駿日街                         |
| #                          | 將軍澳工業邨         | 將軍澳工業邨公共運輸交匯處     |

有#號之車站只限星期一至五06:15及06:30由日出康城開出班次使用，且不停有*號之車站
特別班次
| 1                          | 日出康城             | 康城站公共運輸交匯處           |
| 2                          | 峻瀅                 | 環保大道                       |
| 3                          | 日出康城領都         | 環保大道                       |
| 4                          | 日出康城首都         | 環保大道                       |
| 5                          | 邵氏影城             | 環保大道                       |
| 6                          | 清水灣半島           | 蓬萊路                         |
| 7                          | 怡明邨               | 至善街                         |
| 8                          | 播道書院             | 至善街                         |
| 9                          | 藍塘傲               | 唐賢街                         |
| 10                         | 調景嶺站             | 調景嶺站公共運輸交匯處         |
| 11                         | 健明邨               | 景嶺路                         |
| 將軍澳隧道公路、將軍澳隧道 |                      |                                |
| 12                         | 將軍澳隧道巴士轉乘站 | 將軍澳隧道                     |
| 將軍澳道；觀塘繞道         |                      |                                |
| 13                         | 觀塘碼頭             | 觀塘碼頭巴士總站               |
| 14                         | 巧明街               | 偉業街                         |
| 15                         | 勵業街               | 海濱道                         |
| 16                         | 觀塘海濱花園         | 海濱道                         |
| 17                         | MegaBox              | 宏照道                         |
| 18                         | 臨華街               | 宏照道                         |
| 19                         | 麗晶花園             | 觀塘道                         |
| 20                         | 采頤花園             | 太子道東                       |
| 21                         | 天璽．天             | 協調道                         |
| 22                         | 工業貿易大樓         | 協調道                         |
| 23                         | 啟翔苑               | 鑽石山（彩虹道）公共運輸交匯處 |
| 24                         | 四美街               | 彩虹道                         |
| 25                         | 大有街               | 大有街                         |
| 26                         | 爵祿街               | 爵祿街                         |

## 使用狀況
本線與九龍巴士98線同為日出康城一帶經將軍澳隧道轉車站直達觀塘之全日路線，為日出康城居民提供最直接往來觀塘市區的巴士服務，取道將軍澳隧道公路直接進出環保大道，不經將軍澳其他地區。由於本線開辦初期於九龍區除將軍澳隧道轉車站外只服務偉業街、海濱道及九龍灣商貿區，有關地區人流不及觀塘道，繁忙時間亦經常擠塞，加上循環運作容易使班次不穩，故本線開辦至將軍澳隧道轉車站九龍方向開通前全日客量一蹶不振，非常慘淡。根據運輸署紀錄，上下午繁忙時間平均客量均不足兩成，「吉車遊街」的情況比起路線相近但途經觀塘道的98線更為嚴重，因此有不少地區人士建議本線全日加經調景嶺、將軍澳市中心、坑口或將軍澳工業邨，以提升本線使用及覆蓋率。而2021年5月將軍澳隧道轉乘站九龍方向開通後，由於班次較98線頻密及轉乘旗下路線合共車資較轉乘九巴路線便宜，故客量有明顯改善。另外運輸署在2021-2022年度巴士路線計劃中，建議本線延長至新蒲崗，預計在2022年第一季實施，但最終提早至2021年12月19日實施。

## 路線紀錄
本線為前新巴首條服務觀塘碼頭、偉業街、海濱道以及九龍灣商貿區的獨營全日專營巴士路線，亦令新巴站牌曾經出現於觀塘碼頭、偉業街及海濱道，同時亦是繼九巴15A線於2013年7月21日撤出勵業街至開源道的一段偉業街之後，該路段首條每日全日專營巴士路線（2019年開辦的九巴33線星期六日及假日不設服務）。